# Bereck község
Bereck község (románul: Comuna Brețcu) község Kovászna megyében, Romániában. Központja Bereck, beosztott falvai Kézdimartonos, Ojtoz.

## Népessége
A 2011-es népszámlálás adatai alapján a község népessége 3550 fő volt.